# Olympische Sommerspiele 1928/Rudern – Doppelzweier
Der Ruder-Doppelzweier der Männer bei den Olympischen Sommerspielen 1928 wurde vom 3. bis 10. August auf der Ringvaart des Haarlemmermeerpolders ausgetragen.

## Ergebnisse

### 1. Runde

#### Lauf 1
| Rang | Nation          | Athleten                      | Zeit       | Qualifiziert für |
| ---- | --------------- | ----------------------------- | ---------- | ---------------- |
| 1    | Deutsches Reich | Horst Hoeck Gerhard Voigt     | 8:02,2 min | 2. Runde         |
| 2    | Belgien         | André Houpelyne Achille Mengé | 8:05,6 min | Hoffnungslauf    |

#### Lauf 2
| Rang | Nation             | Athleten                        | Zeit       | Qualifiziert für |
| ---- | ------------------ | ------------------------------- | ---------- | ---------------- |
| 1    | Vereinigte Staaten | Charles McIlvaine Paul Costello | 7:46,8 min | 2. Runde         |
| 2    | Schweiz            | Rudolf Bosshard Maurice Rieder  | 8:02,0 min | Hoffnungslauf    |

#### Lauf 3
| Rang | Nation      | Athleten                    | Zeit       | Qualifiziert für |
| ---- | ----------- | --------------------------- | ---------- | ---------------- |
| 1    | Kanada      | Joseph Wright John Guest    | 7:48,2 min | 2. Runde         |
| 2    | Niederlande | Henri Cox Constant Pieterse | 7:54,8 min | Hoffnungslauf    |

#### Lauf 4
| Rang | Nation         | Athleten                     | Zeit       | Qualifiziert für |
| ---- | -------------- | ---------------------------- | ---------- | ---------------- |
| 1    | Österreich     | Leo Losert Viktor Flessl     | 7:55,8 min | 2. Runde         |
| 2    | Großbritannien | Humphrey Boardman Denis Guye | 8:00,8 min | Hoffnungslauf    |

#### Lauf 5
| Rang | Nation     | Athleten                      | Zeit       | Qualifiziert für |
| ---- | ---------- | ----------------------------- | ---------- | ---------------- |
| 1    | Frankreich | Paul Robineau Maurice Caplain | 8:03,6 min | 2. Runde         |
| 2    | Italien    | Adriano Tuzi Mario Melchiorri | 8:10,4 min | Hoffnungslauf    |

### Hoffnungsläufe 1. Runde

#### Hoffnungslauf 1
| Rang | Nation      | Athleten                      | Zeit       | Qualifiziert für |
| ---- | ----------- | ----------------------------- | ---------- | ---------------- |
| 1    | Niederlande | Henri Cox Constant Pieterse   | 7:59,8 min | 2. Runde         |
| 2    | Italien     | Adriano Tuzi Mario Melchiorri | 8:12,0 min |                  |

#### Hoffnungslauf 2
| Rang | Nation         | Athleten                      | Zeit       | Qualifiziert für |
| ---- | -------------- | ----------------------------- | ---------- | ---------------- |
| 1    | Großbritannien | Humphrey Boardman Denis Guye  | 7:55,8 min | 2. Runde         |
| 2    | Belgien        | André Houpelyne Achille Mengé | 7:56,8 min |                  |

#### Hoffnungslauf 3
| Rang | Nation  | Athleten                       | Zeit       | Qualifiziert für |
| ---- | ------- | ------------------------------ | ---------- | ---------------- |
| 1    | Schweiz | Rudolf Bosshard Maurice Rieder | 7:52,8 min | 2. Runde         |

### 2. Runde

#### Lauf 1
| Rang | Nation     | Athleten                       | Zeit       | Qualifiziert für |
| ---- | ---------- | ------------------------------ | ---------- | ---------------- |
| 1    | Schweiz    | Rudolf Bosshard Maurice Rieder | 6:55,8 min | Viertelfinale    |
| 2    | Frankreich | Paul Robineau Maurice Caplain  | 7:01,4 min | Hoffnungslauf    |

#### Lauf 2
| Rang | Nation             | Athleten                        | Zeit       | Qualifiziert für |
| ---- | ------------------ | ------------------------------- | ---------- | ---------------- |
| 1    | Vereinigte Staaten | Charles McIlvaine Paul Costello | 6:48,4 min | Viertelfinale    |
| 2    | Österreich         | Leo Losert Viktor Flessl        | 6:55,6 min | Hoffnungslauf    |

#### Lauf 3
| Rang | Nation          | Athleten                  | Zeit       | Qualifiziert für |
| ---- | --------------- | ------------------------- | ---------- | ---------------- |
| 1    | Deutsches Reich | Horst Hoeck Gerhard Voigt | 6:54,4 min | Viertelfinale    |
| 2    | Kanada          | Joseph Wright John Guest  | 6:58,6 min | Hoffnungslauf    |

#### Lauf 4
| Rang | Nation         | Athleten                     | Zeit       | Qualifiziert für |
| ---- | -------------- | ---------------------------- | ---------- | ---------------- |
| 1    | Niederlande    | Henri Cox Constant Pieterse  | 6:55,8 min | Viertelfinale    |
| 2    | Großbritannien | Humphrey Boardman Denis Guye | 6:59,2 min | Hoffnungslauf    |

### Hoffnungsläufe 2. Runde

#### Hoffnungslauf 1
| Rang | Nation     | Athleten                      | Zeit       | Qualifiziert für |
| ---- | ---------- | ----------------------------- | ---------- | ---------------- |
| 1    | Kanada     | Joseph Wright John Guest      | 7:21,8 min | Viertelfinale    |
| 2    | Frankreich | Paul Robineau Maurice Caplain | 7:30,8 min |                  |

#### Hoffnungslauf 2
| Rang | Nation     | Athleten                 | Zeit       | Qualifiziert für |
| ---- | ---------- | ------------------------ | ---------- | ---------------- |
| 1    | Österreich | Leo Losert Viktor Flessl | 7:32,6 min | Viertelfinale    |

### Viertelfinale

#### Viertelfinale 1
| Rang | Nation             | Athleten                        | Zeit       | Qualifiziert für |
| ---- | ------------------ | ------------------------------- | ---------- | ---------------- |
| 1    | Vereinigte Staaten | Charles McIlvaine Paul Costello | 6:43,8 min | Halbfinale       |
| 2    | Schweiz            | Rudolf Bosshard Maurice Rieder  | 6:53,4 min |                  |

#### Viertelfinale 2
| Rang | Nation          | Athleten                  | Zeit       | Qualifiziert für |
| ---- | --------------- | ------------------------- | ---------- | ---------------- |
| 1    | Kanada          | Joseph Wright John Guest  | 6:42,2 min | Halbfinale       |
| 2    | Deutsches Reich | Horst Hoeck Gerhard Voigt | 6:48,2 min |                  |

#### Viertelfinale 3
| Rang | Nation      | Athleten                    | Zeit       | Qualifiziert für |
| ---- | ----------- | --------------------------- | ---------- | ---------------- |
| 1    | Österreich  | Leo Losert Viktor Flessl    | 6:46,4 min | Halbfinale       |
| 2    | Niederlande | Henri Cox Constant Pieterse | 6:52,8 min |                  |

### Halbfinale

#### Halbfinale 1
| Rang | Nation | Athleten                 | Zeit       | Qualifiziert für |
| ---- | ------ | ------------------------ | ---------- | ---------------- |
| 1    | Kanada | Joseph Wright John Guest | 6:58,0 min |                  |

#### Halbfinale 2
| Rang        | Nation             | Athleten                        | Zeit       | Qualifiziert für |
| ----------- | ------------------ | ------------------------------- | ---------- | ---------------- |
| 1           | Vereinigte Staaten | Charles McIlvaine Paul Costello | 6:45,2 min | Finale           |
| 2 (Bronze ) | Österreich         | Leo Losert Viktor Flessl        | 6:48,8 min |                  |

### Finale
| Rang   | Nation             | Athleten                        | Zeit       |
| ------ | ------------------ | ------------------------------- | ---------- |
| Gold   | Vereinigte Staaten | Charles McIlvaine Paul Costello | 6:41,4 min |
| Silber | Kanada             | Joseph Wright John Guest        | 6:51,0 min |